# Chavanoz
Chavanoz – miejscowość i gmina we Francji, w regionie Owernia-Rodan-Alpy, w departamencie Isère.
Według danych na rok 1990 gminę zamieszkiwało 3900 osób, a gęstość zaludnienia wynosiła 473 osób/km² (wśród 2880 gmin regionu Rodan-Alpy Chavanoz plasuje się na 224. miejscu pod względem liczby ludności, natomiast pod względem powierzchni na miejscu 1258.).